# Kavunivska, Arbuzînka
Kavunivska (în ucraineană Кавунівська) este o comună în raionul Arbuzînka, regiunea Mîkolaiiv, Ucraina, formată numai din satul de reședință.

## Demografie
Componența lingvistică a comunei Kavunivska
     Ucraineană (94,23%)
     Rusă (5,23%)
     Alte limbi (0,33%)
Conform recensământului din 2001, majoritatea populației comunei Kavunivska era vorbitoare de ucraineană (94,23%), existând în minoritate și vorbitori de rusă (5,23%).